# 김무열
김무열(1982년 5월 22일~)은 대한민국의 배우이다.

## 생애
엄격한 공무원 가정에서 자랐으며, 중학생 때 연기를 접하고 연기를 결심했다. 영화와 드라마 오디션을 많이 보았으나 떨어졌으며, 100kg에 육박하는 거구였으나 체중 감량에 성공했다. 이후 뮤지컬 배우로 전향하여 《그리스》, 《김종욱 찾기》, 《쓰릴 미》등의 여러 작품들을 통해 흥행 배우로 거듭났다. 《드라마시티》를 통하여 브라운관에 데뷔하였으며, 《별순검 시즌 1》을 거쳐 《일지매》에서 매력적인 악역인 시완 역으로 인지도를 높였다. 뮤지컬과 브라운관을 넘나들며 다양한 모습을 보여 주고 있다. 그러나 생계 곤란을 이유로 2010년에 군 면제를 받은 사실이 2012년에 알려져 병역 논란을 크게 겪은 뒤, 그 해 10월 9일 306보충대에 입소, 현역으로 자진 입대하여 군 복무를 마치고 2014년 7월 8일에 제대했다. 입대 후 소속사 프레인 측에서는 인천경기지방병무청의 행정 착오라는 주장을 하며 입영 취소 소송을 제기했으나, 재판부에서는 "원고가 본인의 재산 및 가족의 직업, 수입 등을 사실과 다르게 보고한 것은 병역 기피로 해석될 수 있다" 라는 판결을 내려 패소했다. 그와는 별도로 당국에서 그의 병역기피 시도가 있었는지도 조사했으나 아무런 문제는 없었던 것으로 밝혀졌으며, 행정 처리를 했던 담당 공무원의 착오로 그를 제2국민역으로 처리했던 것만 드러났다. 입대 후 2012년 12월 국방홍보지원대에 최종 합격, 연예사병으로 발탁돼 위문 공연을 비롯해 각종 방송 및 영상 제작 등에 투입됐다. 군 제작 뮤지컬인 《더 프라미스》에 이특, 지현우와 함께 출연했다. 그러나 연예병사로 복무하던 도중 김무열은 연루되지 않았지만 세븐, KCM, 상추 등이 불미스러운 일에 연관된 사건으로 연예병사 제도가 폐지되었고, 전방부대 재배치 방침에 따라 강원도 인제군으로 복무지를 옮겨 잔여 기간 동안 복무하였다.
2015년 4월 4일 오랫동안 교제해 온 배우 윤승아와 결혼하였다.

## 학력
- 안양예술고등학교(연극영화과/졸업)
- 성균관대학교(연기예술학과/학사)

## 출연 작품

### 드라마
| 연도        | 방송사                          | 제목                                   | 역할            | 비고     | 일본어 더빙       |
| ----------- | ------------------------------- | -------------------------------------- | --------------- | -------- | ----------------- |
| 2007        | KBS2                            | 《드라마시티 - 신파를 위하여》         | 송현욱          | 단막극   |                   |
| 2007        | MBC 드라마넷                    | 《조선과학수사대 별순검 시즌 1》       | 오덕            | 20부작   |                   |
| 2008        | SBS                             | 《일지매》                             | 변시완          | 20부작   | 카와하라 모토유키 |
| 2009 ~ 2010 | SBS                             | 일일드라마 《아내가 돌아왔다》         | 한강수          | 116부작  |                   |
| 2010        | SBS                             | 일일드라마 《아내가 돌아왔다》         | 한강수          | 116부작  |                   |
| 평화방송    | 《동정부부 요안 루갈다》        | 유중철 요안                            | 2부작           |          |                   |
| 2015        | OCN                             | 토일드라마 《아름다운 나의 신부》      | 김도형          | 16부작   |                   |
| 2017        | OCN                             | 토일드라마 《나쁜 녀석들 : 악의 도시》 | 노진평          | 16부작   |                   |
| 2018        | OCN                             | 토일드라마 《나쁜 녀석들 : 악의 도시》 | 노진평          | 16부작   |                   |
| KBS2        | 《드라마 스페셜 - 잊혀진 계절》 | 허준기                                 | 단막극          |          |                   |
| 2022        | Disney+                         | 《그리드》                             | 송어진          | 10부작   |                   |
| 2022        | Netflix                         | 《소년심판》                           | 차태주          | 10부작   | 나카무라 겐타     |
| 2022        | SBS                             | 《트롤리》                             | 장우재          | 16부작   |                   |
| 2022 ~ 2023 | SBS                             | 《트롤리》                             | 장우재          | 16부작   |                   |
| 2023        | U+모바일tv                      | 《하이쿠키》                           | 유성필 / 최건우 | 20부작   |                   |
| 2023        | Netflix                         | 《스위트홈 시즌2》                     | 김영후          | 8부작    | 류몬 무츠키       |
| 2024        | Netflix                         | 《스위트홈 시즌 3》                    | 김영후          | 8부작    | 류몬 무츠키       |
| 2024        | U+모바일TV, Disney+             | 《노 웨이 아웃 : 더 룰렛》             | 이상봉          | 8부작    |                   |
| 2024        | TVING                           | 《우씨왕후》                           | 을파소          | 8부작    |                   |
| 2025        | Disney+                         | 《넉 오프》                            | 백종민          | 특별출연 |                   |
| 2026        | Netflix                         | 《참교육》                             | 나화진          |          |                   |

### 영화
| 연도 | 제목               | 역할            | 비고                                                                              | 일본어 더빙       |
| ---- | ------------------ | --------------- | --------------------------------------------------------------------------------- | ----------------- |
| 2003 | 행복한 가족        |                 |                                                                                   |                   |
| 2005 | 오늘부터 우리는    |                 |                                                                                   |                   |
| 2009 | 결혼식 후에        | 김현준          |                                                                                   |                   |
| 2009 | 작전               | 조민형          |                                                                                   |                   |
| 2010 | 김종욱 찾기        | 항공사진사      |                                                                                   |                   |
| 2010 | 세로본능           | 무열            |                                                                                   |                   |
| 2011 | 로맨틱 헤븐        | 동치성          | 우정출연                                                                          |                   |
| 2011 | 최종병기 활        | 서군            |                                                                                   |                   |
| 2011 | 인류멸망보고서     | 지호            | 까메오 seg. 멋진 신세계                                                           |                   |
| 2012 | 개들의 전쟁        | 상근            | 본작의 메인 주인공                                                                |                   |
| 2012 | 은교               | 서지우          | 본작의 서브 주인공                                                                |                   |
| 2013 | 데이 드리밍        | 무열            |                                                                                   |                   |
| 2015 | 연평해전           | 윤영하 대위(†)  | 이 영화의 메인 주인공                                                             |                   |
| 2017 | 대립군             | 곡수            |                                                                                   |                   |
| 2017 | 기억의 밤          | 유석            | 본작의 서브 주인공                                                                |                   |
| 2018 | 머니백             | 김민재          | 본작의 메인 주인공                                                                |                   |
| 2018 | 인랑               | 한상우(†)       | 본작의 메인 빌런이자 중간 보스                                                    | 나카야 카즈히로   |
| 2019 | 악인전             | 정태석          | 본작의 메인 주인공 72회 칸 영화제                                                 |                   |
| 2019 | 메모리즈           | 현오            | 본작의 메인 주인공                                                                |                   |
| 2020 | 정직한 후보        | 박희철          | 본작의 메인 주인공                                                                |                   |
| 2020 | 침입자             | 서진            | 본작의 메인 주인공이자 사실상 진 주인공                                           |                   |
| 2021 | 승리호             | 강현우          |                                                                                   |                   |
| 2021 | 보이스             | 곽동팔 / 곽프로 | 본작의 메인 빌런이자 최종 보스                                                    |                   |
| 2022 | 정직한 후보 2      | 박희철          | 본작의 메인 주인공                                                                |                   |
| 2023 | 대외비             | 김필도          | 본작의 서브 주인공                                                                |                   |
| 2023 | 발레리나           | 조대식 사장(†)  | 특별출연                                                                          | 타무라 마코토     |
| 2024 | 천만영화 범죄도시4 | 백창기          | 인간말종 1. 4편의 메인 빌런이자 최종 보스, 죽은 동철의 친구 74회 베를린국제영화제 | 사쿠라이 타카히로 |
| 2025 | 파과               | 류              | 본작의 서브 주인공 75회 베를린국제영화제                                          |                   |

### 방송
- 2017년 《비정상회담》175회 - 게스트
- 2018년 《다큐 플러스》 29회 : 하늘 위의 전쟁 - 내레이션

### 뮤지컬
- 2005년 《지하철 1호선》 제비/장애아/단속반/신문 등 역
- 2005년 《그리스》 대니 역
- 2005년 《Assassins - 암살자들》 힝크리 역
- 2006년 《사랑은 비를 타고》
- 2006년 《알타보이즈》 루크 역
- 2006년 《패션 오브 더 레인》
- 2007년 《쓰릴 미》 그 역
- 2007년 《김종욱 찾기》 김종욱 역
- 2007년 《사랑은 비를 타고》 동현 역
- 2008년 《쓰릴 미》 그 역
- 2008년 《즐거운 인생》 세기 역
- 2009년 《스프링 어웨이크닝》 멜키어 역
- 2009년 《살인마 잭》 다니엘 역
- 2010년 《쓰릴 미》 그 역
- 2010년 《삼총사》 달타냥 역
- 2011년 《광화문연가》 현우 역
- 2011년 《아가씨와 건달들》 스카이 역
- 2012년 《광화문연가》 현우 역
- 2013년 《프라미스》 상진 역
- 2014년 《킹키부츠》 찰리 역
- 2016년 《곤 투모로우》 홍종우 역
- 2017년 《쓰릴 미》 그 역

### 연극
- 2007년 《미친키스》장정 역
- 2011년 《한놈 두놈 빽구타고》 호준 역
- 2016년 《얼음》 형사2 역

## VIP 시사회

### 영화
- 범죄도시3 (2023년)
- 범죄도시5 (2026년)

## 광고
- 2007년 젠트라X
- 2019년 맥심시그니처블랜드
- 2020년 제스프리 바이럴
- 2024년 에오스 블랙

## 수상 및 후보
| 연도 | 시상식                       | 부문                                                | 작품                           | 결과 |
| ---- | ---------------------------- | --------------------------------------------------- | ------------------------------ | ---- |
| 2000 | 동랑예술제                   | 남자부문 연기상                                     | 빈칸                           | 수상 |
| 2007 | 제1회 대구국제뮤지컬페스티벌 | 신인상                                              | 쓰릴미                         | 수상 |
| 2007 | 제1회 더 뮤지컬 어워즈       | 남우조연상                                          | 쓰릴미                         | 후보 |
| 2007 | 제13회 한국뮤지컬대상        | 남우조연상                                          | 쓰릴미                         | 후보 |
| 2009 | 제15회 한국뮤지컬대상        | 남우주연상                                          | 스프링 어웨이크닝              | 수상 |
| 2009 | 제30회 청룡영화상            | 신인남우상                                          | 작전                           | 후보 |
| 2010 | 제46회 백상예술대상          | 영화부문 남자 신인연기상                            | 작전                           | 후보 |
| 2010 | SBS 연기대상                 | 연속극부문 남자 조연상                              | 아내가 돌아왔다                | 후보 |
| 2011 | 제17회 한국뮤지컬대상        | 남우주연상                                          | 아가씨와 건달들                | 후보 |
| 2012 | 제21회 부일영화상            | 남우조연상                                          | 은교                           | 후보 |
| 2018 | KBS 연기대상                 | 남자 연작·단막극상                                  | KBS 드라마스페셜 - 잊혀진 계절 | 후보 |
| 2023 | SBS 연기대상                 | 미니시리즈 멜로·로맨틱 코미디부문 남자 최우수연기상 | 트롤리                         | 후보 |